# 현대엠코
현대엠코 주식회사(영어:HYUNDAI AMCO; Asset Management co.,ltd)는 현대자동차그룹에 소속된 건설회사였다. 본사는 서울특별시 서초구 헌릉로 12 (양재동) 현대자동차 사옥에 소재했었다.

## 역사
- 2002년 현대자동차(주) 계열사들의 건설사업을 전담할 (주)엠코가 공식 출범. 건설 및 토목 사업면허를 취득.
- 2003년 현대차 남양연구소와 제주 해비치 리조트를 준공하였으며, 매출 2,957억원을 달성하였다.
- 2004년 현대차 미국 로스앤젤레스 주행시험장 준공. 4월에는 기아차 슬로바키아 공장 착공.
- 2005년 인천 부평 삼산동 엠코타운 건설을 통한 주택사업부문 진출.
- 2006년 양재동 현대자동차 사옥 서관으로 본사 이전.
- 2007년 매출 1조 4,000억원 달성 및 국내 건설시공능력평가 31위의 건설업체로 선정.
- 2009년 9월 1일 "현대엠코주식회사"로 사명을 변경. 이에 따라 현대(現代)의 브랜드 가치를 활용한 기업 성장을 도모할 수 있게 됨.
- 2011년 4월 1일 현대건설주식회사 등과 함께 건설사업그룹을 이룸.
- 2013년 기준 국내건설업체 시공능력평가 13위 기록.
- 2014년 1월 16일 현대건설주식회사의 관계회사인 현대엔지니어링주식회사와의 합병을 결의.
- 2014년 4월 2일 현대엔지니어링주식회사(종로구 율곡로 75 (계동) 소재)와 합병하여 해산하였다.

## 주요건축물
대한민국에서는 당진 현대제철소, 의왕 연구소, 현대오토넷 진천 신공장, 남양기숙사, 서울지하철 9호선 건축/기계설비공사, 울산 신천동 엠코타운 등을 건설하였고, 그 외 국가에서는 기아차 조지아공장 신축, 체코 현대 유럽 공장, 독일 현대 유럽법인 신축, 독일 기아 유럽법인 사옥 신축 공사 등을 맡은 바 있었다.

## 같이 보기
- 현대자동차